# 舜江楼
舜江楼是浙江省余姚市境内的一处古建筑，为余姚城垣、城楼遗迹的组成部分。舜江楼为余姚城楼上的鼓楼，起报时的作用。舜江楼建于元皇庆年间，后屡毁屡建，目前建筑为依照清代光绪年间建筑重修。舜江楼与一侧的通济桥形成“长虹腾空，飞阁镇流”的连合体，为余姚历史文化的象征，2011年被列入浙江省文物保护单位。